# Pijot
Pijot is een bestuurslaag in het regentschap Oost-Lombok van de provincie West-Nusa Tenggara, Indonesië. Pijot telt 6609 inwoners (volkstelling 2010).